# Ansty (Warwickshire)
Ansty is een civil parish in het bestuurlijke gebied Rugby, in het Engelse graafschap Warwickshire met 324 inwoners.